# Wilhelm Gustaf Kuylenstierna
Wilhelm Gustaf Kuylenstierna, född den 28 mars 1784 på Nättsjö i Kalvs socken, Älvsborgs län, död den 20 maj 1830 på Rankhyttan i Vika socken, Kopparbergs län, var en svensk militär. Han var bror till Erik Magnus Kuylenstierna och far till Wilhelm Kuylenstierna.
Kuylenstierna blev konstapelskadett vid Vendes artilleriregemente 1798 och sergeant där 1799. Han avlade officersexamen vid artilleriet 1800 och stora artilleriexamen 1807. Kuylenstierna blev underlöjtnant 1802, löjtnant i Jämtlands regemente 1806, kapten där 1808 och regementskvartermästare 1813. Han bevistade fälttåget i Pommern 1805, mot Norge 1808 och kriget i Finland 1809 samt fälttåget mot Norge 1814. Kuylenstierna blev tredje major vid Dalregementet 1815, överstelöjtnant i armén 1818, överstelöjtnant och förste major vid regementet 1822 samt överste i regementet 1829. Han blev direktör för Eskilstuna gevärsfaktori sistnämnda år och beviljades avsked med tillstånd att kvarstå som överste i armén 1830. Kuylenstierna tilldelades guldmedaljen för tapperhet i fält 1810. Han blev riddare av Svärdsorden 1814.